# Bucsányi Mátyás
Bucsányi Mátyás (Butsányi) (Zólyom, 1731. február 12. – Hamburg, 1796. augusztus 2.) természetkutató, bölcsészdoktor, a göttingeni majd a Hamburgi Egyetem tanára.

## Élete
Felvidéki származású, Bucsán János és Dorottya fia. Göttingenben tanult, ahol utóbb tanár volt az egyetemen. 1800-ban mint magánzó élt Hamburgban.

## Művei
- Dissertationes physicae de fulgure et tonitru ex phaenomenis electricis. Göttingae, 1757. Két rész.
- Institutiones logicae in usus praelectionum suarum conscriptae. Göttingae, 1761
- Anfangsgründe der Algebra. Göttingae. 1761 és Bécs, 1767
- Eine Unvollkommenheit der Blitzableiter, nebst ihrer Verbesserung. angezeigt und empfohlen. Hamburg, 1787
- Untersuchung der Vorzüge des Apostels Petri seu Inquisitio in Petri apostoli praerogativam. Hamburg, 1787

Értekezései a hamburgi Magazinban jelentek meg.